# Podúsek 1./XI. Šatov

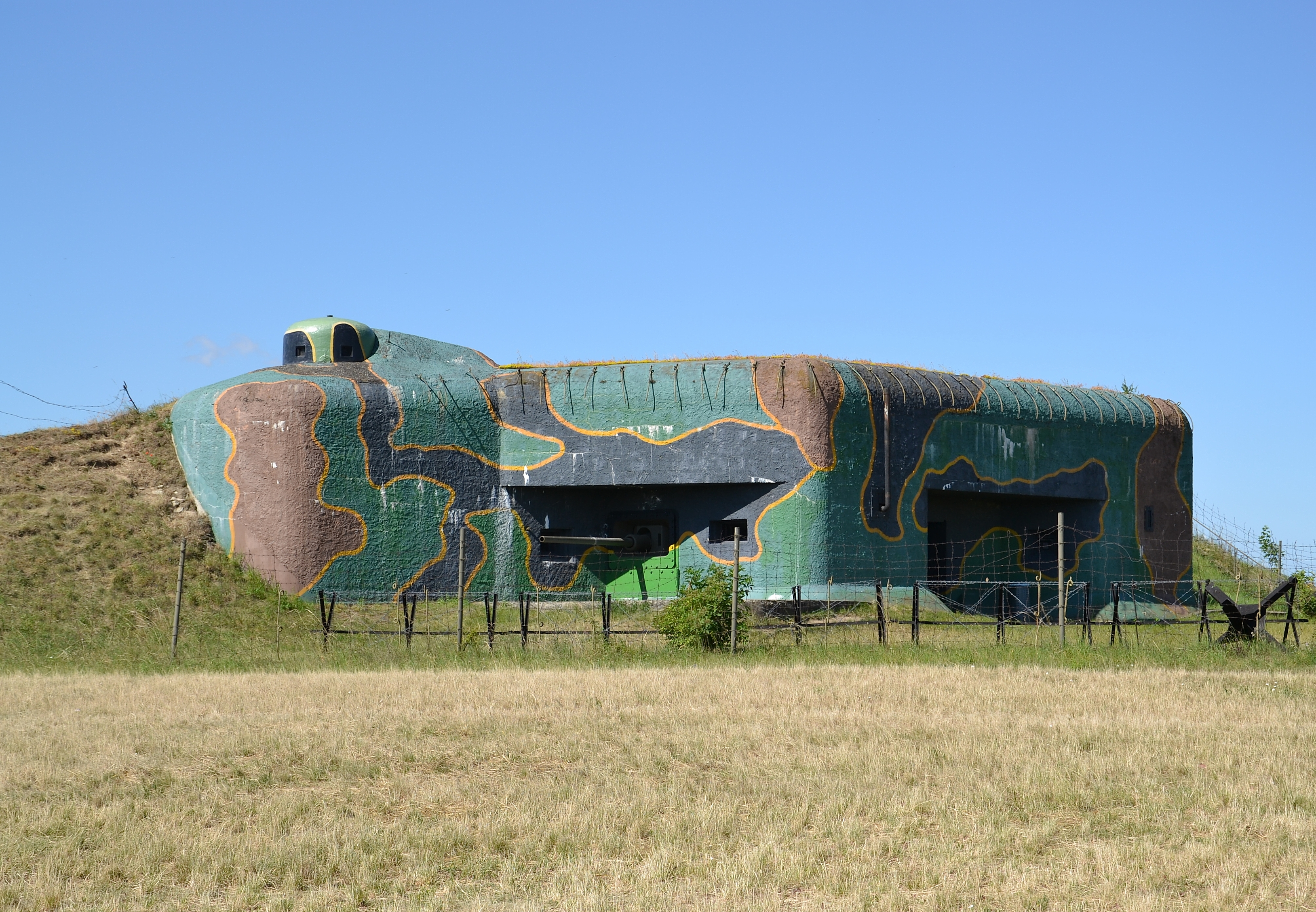
Pěchotní srub MJ-S 3 „Zahrada“

Stavební podúsek 1./XI. Šatov vznikl při stavbě těžkých objektů československého opevnění v roce 1938 na jižní Moravě v okolí Znojma. Podúsek byl zadán ke stavbě pražské firmě Konstruktiva dne 18. května 1938. Mělo být postaveno celkem 14 těžkých objektů, do odstoupení pohraničí Německu začátkem října téhož roku stihla Konstruktiva v hrubé stavbě postavit tři pevnosti v okolí Šatova.

## Základní údaje
Ženijní skupinové velitelství XI Hrušovany nad Jevišovkou zadalo stavbu podúseku 1./XI. po urychleném výběrovém řízení (jehož důvodem bylo aktuální ohrožení jižní hranice po anšlusu Rakouska) firmě Konstruktiva, a. s., Praha II, která již měla s výstavbou opevnění zkušenosti, dne 18. května 1938. Prvním pracovním dnem se stal 15. červen 1938 a výstavba všech 14 těžkých objektů měla trvat maximálně 250 dní, zadávací částka činila 17 998 516,40 Kč. Velitelem podúseku byl ustanoven mjr. žen. Vladimír Špalek, stavbyvedoucím se stal por. stav. Alois Daněk.
Střežení budovaných objektů zajišťovala 1./X. strážní rota ze Znojma pod velením škpt. pěch. Václava Urbánka, která byla zřízena 1. července 1938 a zrušena 30. listopadu 1938. Byla součástí strážního praporu X.

## Průběh linie
Zadáno bylo stavební firmě 14 pěchotních srubů označených MJ-S 1 – MJ-S 14. Dodatečně měly být zadány ještě dva sruby MJ-S 1a a MJ-S 3a, které měly v kritických místech linii zahustit, k tomuto kroku však do začátku října 1938 nedošlo.
Linie stavěná v rámci podúseku 1./XI. měla začínat severně od obce Hnanice objektem MJ-S 1. Dodatečně vložený objekt MJ-S 1a měl linii prodloužit více na západ. Bunkry měly z jihu obejít Šatov, projít mezerou mezi obcemi Vrbovec a Dyjákovičky a pokračovat na východ ke Slupi a Hrádku. Poslední objekt se měl nacházet v prostoru jižně od Hrádku poblíž Dyje.

## Seznam objektů
Pozn.: Objekty jsou řazeny od západu na východ.
| Snímek         | Další snímky                                             | Označení | Název     | Podle projektu | Odolnost | Stav v r. 1938 (datum betonáže) | Osazení zvonů | Umístění                         | Poznámky         |
| -------------- | -------------------------------------------------------- | -------- | --------- | -------------- | -------- | ------------------------------- | ------------- | -------------------------------- | ---------------- |
|                |                                                          | MJ-S 1a  | Rokle     | OP-S 37        | II       | nezadán ke stavbě               | —             | 48°48′45″ s. š., 15°58′ v. d.    | vložen dodatečně |
|                |                                                          | MJ-S 1   | Kopeček   | OP-S 41        | II       | výkop                           | —             | 48°48′7″ s. š., 15°58′58″ v. d.  |                  |
| MJ-S 2 Úvoz    | Kategorie „MJ-S 2 Úvoz casemate“ na Wikimedia Commons    | MJ-S 2   | Úvoz      | OP-S 41        | II       | 5.–13. srpna 1938               | 1949/1950     | 48°47′32″ s. š., 16°0′14″ v. d.  | muzejní areál    |
| MJ-S 3 Zahrada | Kategorie „MJ-S 3 Zahrada casemate“ na Wikimedia Commons | MJ-S 3   | Zahrada   | OP-S 41        | II       | 22.–30. srpna 1938              | 1949/1950     | 48°47′16″ s. š., 16°0′55″ v. d.  | muzeum           |
|                |                                                          | MJ-S 3a  | Spojka    | N-S 47         | II       | nezadán ke stavbě               | —             | 48°47′34″ s. š., 16°1′52″ v. d.  | vložen dodatečně |
| MJ-S 4 Zatáčka | Kategorie „MJ-S 4 Zatáčka casemate“ na Wikimedia Commons | MJ-S 4   | Zatáčka   | N-S 63         | II       | 12.–17. září 1938               | 1949/1950     | 48°47′29″ s. š., 16°3′0″ v. d.   | muzeum           |
|                |                                                          | MJ-S 5   | Mezicestí | OP-S 41        | II       | postaveno bednění               | —             | 48°47′26″ s. š., 16°4′2″ v. d.   |                  |
|                |                                                          | MJ-S 6   | Hranice   | OP-S 12        | II       | výkop                           | —             | 48°47′30″ s. š., 16°4′53″ v. d.  |                  |
|                |                                                          | MJ-S 7   | Kříž      | OP-S 12        | II       | výkop                           | —             | 48°47′26″ s. š., 16°6′24″ v. d.  |                  |
|                |                                                          | MJ-S 8   | Signál    | OP-S 12        | II       | nerealizován                    | —             | 48°47′10″ s. š., 16°7′52″ v. d.  |                  |
|                |                                                          | MJ-S 9   | Silnice   | N-S 47         | II       | nerealizován                    | —             | 48°47′17″ s. š., 16°9′39″ v. d.  |                  |
|                |                                                          | MJ-S 10  | Cihelna   | OP-S 12        | II       | nerealizován                    | —             | 48°46′55″ s. š., 16°10′29″ v. d. |                  |
|                |                                                          | MJ-S 11  | Alej      | OP-S 41        | II       | nerealizován                    | —             | 48°46′27″ s. š., 16°11′59″ v. d. |                  |
|                |                                                          | MJ-S 12  | Hráz      | OP-S 17        | II       | nerealizován                    | —             | 48°46′37″ s. š., 16°13′8″ v. d.  |                  |
|                |                                                          | MJ-S 13  | Most      | OP-S 17        | II       | nerealizován                    | —             | 48°46′13″ s. š., 16°15′26″ v. d. |                  |
|                |                                                          | MJ-S 14  | Řeka      | OP-S 12        | II       | nerealizován                    | —             | 48°45′35″ s. š., 16°16′47″ v. d. |                  |

## Popis objektů

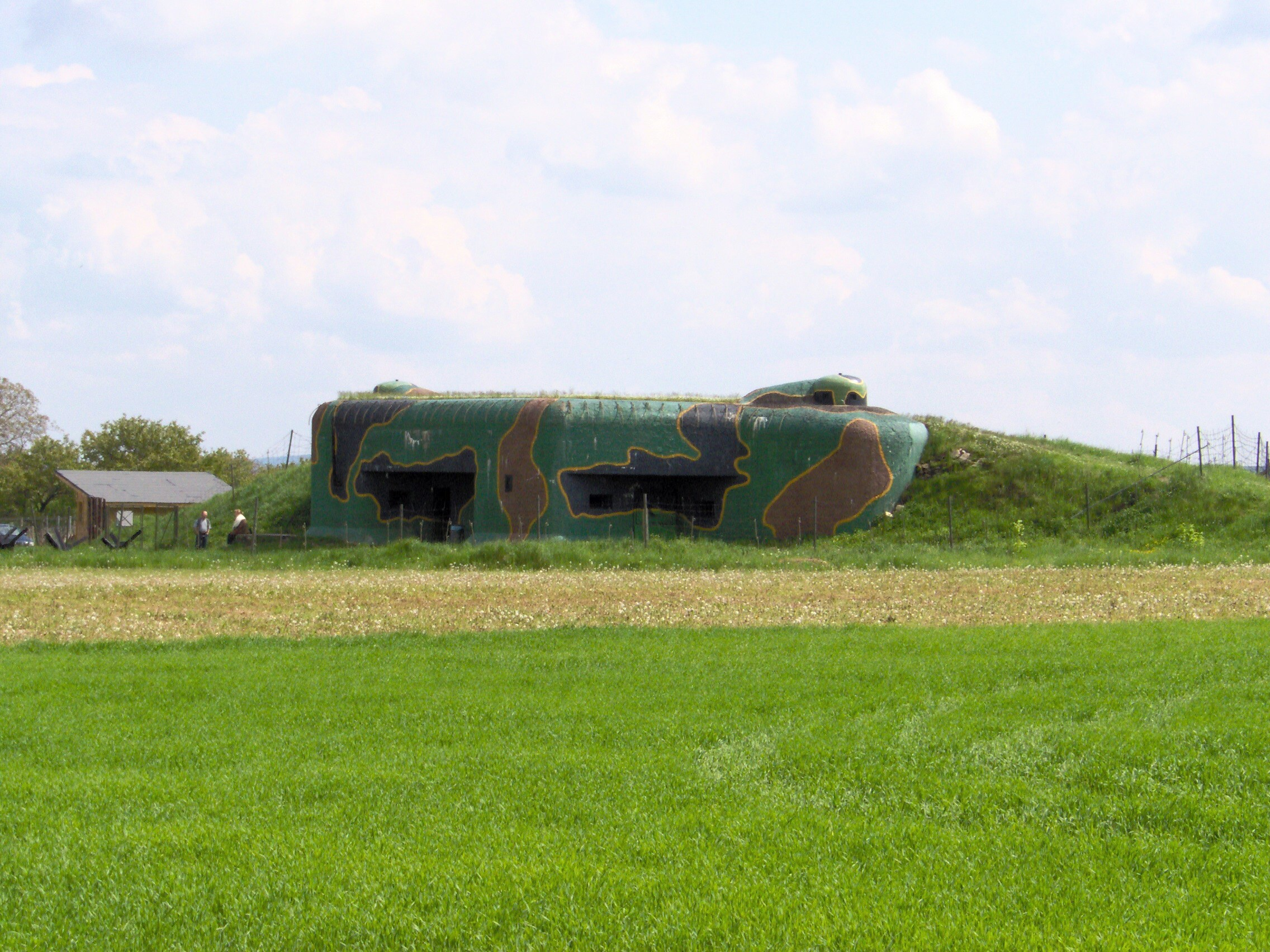
Pěchotní srub MJ-S 3 „Zahrada“

### MJ-S 2 „Úvoz“
Typologicky patří tento srub k nejtypičtějším pevnostem v Československu. Byl vyprojektován ve II. stupni odolnosti, hlavní výzbroj měly tvořit dva protitankové kanóny vz. 36 spřažené s těžkým kulometem vz. 37 (tzv. zbraň L1) a dvě dvojčata těžkých kulometů vz. 37 (zbraň M). Pro pozorování a blízkou ochranu měly sloužit dva pancéřové zvony s lehkým kulometem vz. 26 (zbraň N). Další čtyři lehké kulomety chránily obvodovou překážku.
Objekt MJ-S 2 byl prvním postaveným pěchotním srubem na jižní Moravě, k betonáži došlo 5. až 13. srpna 1938, kubatura betonu činila 1450 m³.
Mnichovská dohoda jej zastihla ve stádiu hrubé stavby s částečně provedenou izolací a omítkami. Vnitřní příčky či zemní úpravy v okolí srubu vůbec nebyly provedeny. K dokončení (včetně osazení nově vyrobených pancéřových zvonů) a vyzbrojení došlo po druhé světové válce na přelomu 40. a 50. let, kdy měl sloužit jako ochranný prvek před Rakouskem. K deaktivaci objektu došlo v roce 1999, v roce 2005 byl zahrnut do nově vznikajícího Areálu československého opevnění Šatov (není však přístupný veřejnosti). V budoucnu dostane maskovací nátěr z 60. let.

### MJ-S 3 „Zahrada“
Objekty MJ-S 2 a MJ-S 3 byly postaveny dle stejného projektu, takže jsou zcela shodné jak po stavební stránce, tak co se týče výzbroje. Betonáž proběhla 22.–30. srpna 1938. Odstoupení pohraničí Německu zastihlo srub jako dokončenou hrubou stavbu.
Po druhé světové válce byl objekt dokončen a vyzbrojen, byly osazeny nově vyrobené pancéřové zvony a měl sloužit jako ochranná hráz před nepřátelským Rakouskem. K jeho deaktivaci došlo až v roce 1999. V roce 2005 zde vznikl Areál československého opevnění Šatov, jenž je provozován Technickým muzeem v Brně a jehož hlavním výstavním objektem je právě srub MJ-S 3 „Zahrada“.

### MJ-S 4 „Zatáčka“

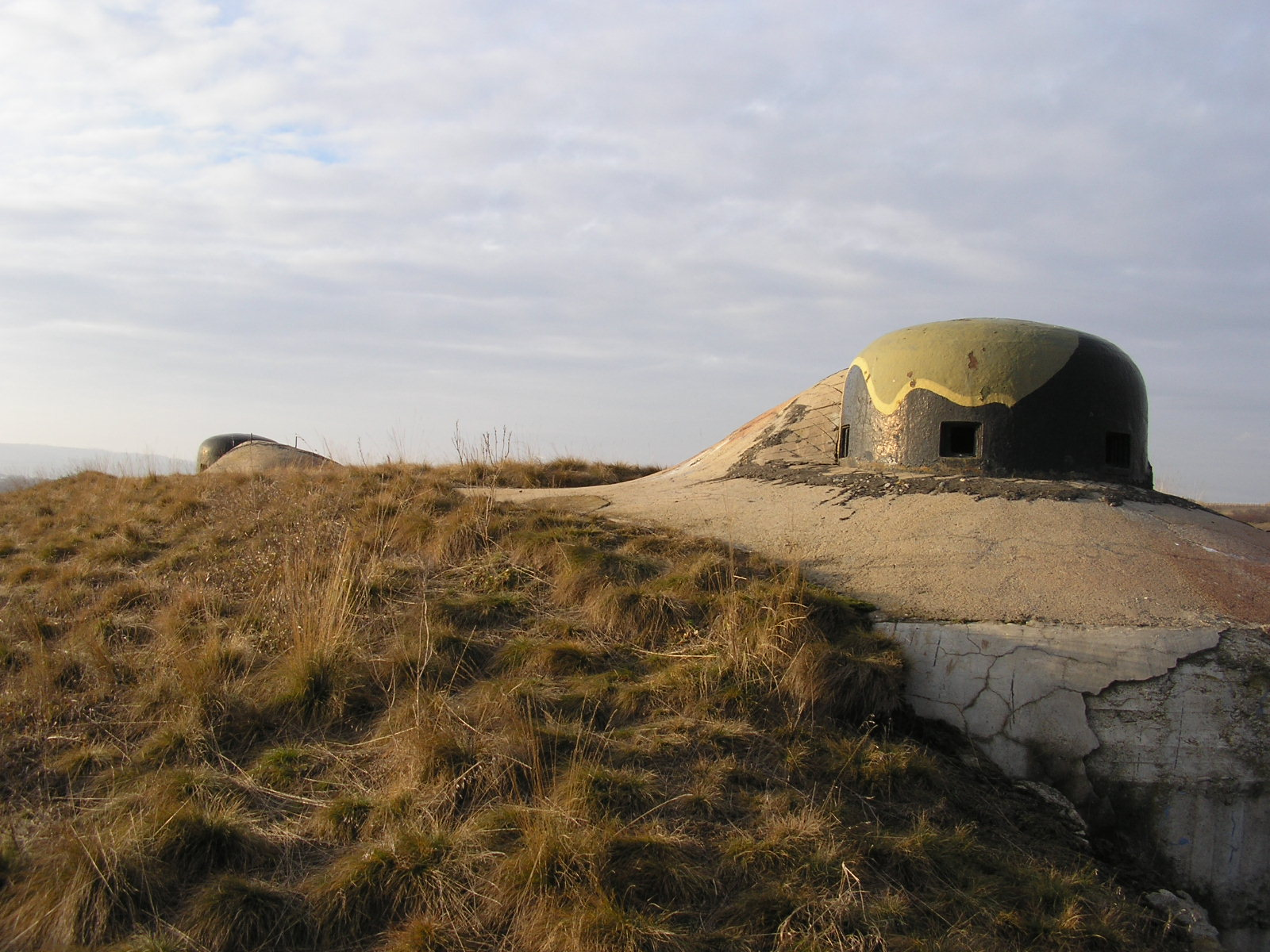
Strop srubu MJ-S 4 s pancéřovými zvony

Posledním postaveným těžkým objektem podúseku 1./XI. Šatov je srub MJ-S 4. Jedná se rovněž o objekt ve II. stupni odolnosti s dvěma zbraněmi L1, dvěma zbraněmi M, čtyřmi zbraněmi N a dvěma pancéřovými zvony. Jeho betonáž proběhla 12. až 17. září 1938, kubatura betonu byla 1430 m³. Stejně jako ostatní jihomoravské objekty byl dokončen po druhé světové válce a armádě sloužil až do roku 1999. Od roku 2009 je srub provozován jako příležitostné muzeum klubem vojenské historie KVH ROTO Chvalovice, tentýž rok zde byl do pravé střelecké místnosti osazen 85mm kanón vz. 44/59. V roce 2015 získal objekt maskovací nátěr z 60. let 20. století. O rok později byl do jeho levé kasematy nainstalován druhý 85mm kanón. Klub jej získal jako zápůjčku od Slezského zemského muzea a renovoval ho ve spolupráci s brněnským Technickým muzeem. Tato konkrétní zbraň se od roku 1959 nacházela v objektu MJ-S 2 „Úvoz“, v roce 1962 však byla přemístěn do srubu „Zatáčka“, kde zůstala až do roku 1999.
Zajímavostí je, že v předním hliněném záhozu srubu MJ-S 4 se nachází zahrnutý řopík, který zde byl postaven v roce 1937.

### Ostatní objekty
Ostatní zadané objekty (MJ-S 1, MJ-S 5 – MJ-S 14) nebyly do října 1938 postaveny. V nejpokročilejším stádiu se nacházel pěchotní srub MJ-S 5 „Mezicestí“, který byl připraven k betonáži. Další objekty byly rozestavěny, výstavba srubů MJ-S 8 až MJ-S 14 vůbec nebyla zahájena, stejně jako stavebně nezadaných objektů MJ-S 1a a MJ-S 3a.
Ve všech případech se mělo jednat o oboustranné dvoukřídlé pěchotní sruby ve II. stupni odolnosti se standardní výzbrojí (2× L1, 2× M, tři nebo čtyři zbraně N a dva pancéřové zvony).